# ISO 3166-2:CR
ISO 3166-2:CR è uno standard ISO che definisce i codici geografici delle suddivisioni della Costa Rica; è un sottogruppo dello standard ISO 3166-2.
I codici, assegnati alle 9 province, sono formati da CR- (sigla ISO 3166-1 alpha-2 dello Stato), seguito da una lettera.

## Codici
| Codice | Provincia  |
| ------ | ---------- |
| CR-A   | Alajuela   |
| CR-C   | Cartago    |
| CR-G   | Guanacaste |
| CR-H   | Heredia    |
| CR-L   | Limón      |
| CR-P   | Puntarenas |
| CR-SJ  | San José   |